# De Rietschoof
De Rietschoof é uma vila na municipalidade de Zaltbommel, na província de Guéldria, nos Países Baixos, e está situada a 13 km ao sudeste de Gorinchem.
Em 2005, a cidade de De Rietschoof tinha uma população estimada em 120 habitantes.